# Arne Åkermark
Arne Åkermark, född 12 oktober 1902 i Stockholm, död där 20 december 1962, var en svensk inredningsarkitekt. 
Åkermark gick i skolan i Stockholm, bedrev därefter konst- och arkitektstudier samt företog i samband därmed studieresor till Frankrike och England. Han utförde diverse dekorations- och inredningsarbeten, innan han 1930 inträdde i filmbranschen och var därefter verksam som arkitekt vid AB Svensk Filmindustris ateljéer i Filmstaden, Råsunda. År 1948 övergick han till Europa Films studio i Sundbyberg, där han verkade till sin död.